# Tonel
Tonel, nome completo António Leonel Vilar Nogueira Sousa (Porto, 13 aprile 1980), è un ex calciatore portoghese, di ruolo difensore.

## Carriera

### Club
Cresciuto nelle giovanili del Porto, esordisce con la formazione affiliata, il Porto B, nel 1999. Nella stagione successiva è ancora nella file del Porto, ma agli inizi del 2001 viene preso dall'Académica Coimbra, squadra con la quale gioca le successive tre stagioni, mettendo a referto più di 100 presenze.
Nel 2004 va al Marítimo, squadra della città di Funchal (Madera). Dopo la stagione 2004-2005 ottiene un contratto con lo Sporting Lisbona. La stagione 2005-2006 vede lo Sporting giungere al secondo posto in campionato, e così nel 2006 Tonel può esordire da titolare in Champions League, contro l'Inter.
Alla fine della stagione 2014-2015 passa al Belenenses, con cui firma un contratto annuale.
Gioca la sua ultima stagione nel 2015-2016 nelle file del Belenenses, per poi ritirarsi a fine anno.

### Nazionale
Con la Nazionale portoghese Under-18 Tonel ha vinto l'Europeo 1999, pur non avendo potuto giocare la finale. L'anno successivo è stato inserito nella Nazionale Under-21.
Il 15 novembre 2006 fa il suo debutto nella Nazionale maggiore durante una gara valevole per le qualificazioni a Euro 2008 vinta 3-0 contro il Kazakistan.
Gioca la sua seconda (e ultima) partita in Nazionale il 3 marzo 2010 in amichevole contro la Cina.

## Statistiche

### Cronologia presenze e reti in nazionale
| Cronologia completa delle presenze e delle reti in nazionale ― Portogallo | Cronologia completa delle presenze e delle reti in nazionale ― Portogallo | Cronologia completa delle presenze e delle reti in nazionale ― Portogallo | Cronologia completa delle presenze e delle reti in nazionale ― Portogallo | Cronologia completa delle presenze e delle reti in nazionale ― Portogallo | Cronologia completa delle presenze e delle reti in nazionale ― Portogallo | Cronologia completa delle presenze e delle reti in nazionale ― Portogallo | Cronologia completa delle presenze e delle reti in nazionale ― Portogallo |
| Data                                                                      | Città                                                                     | In casa                                                                   | Risultato                                                                 | Ospiti                                                                    | Competizione                                                              | Reti                                                                      | Note                                                                      |
| ------------------------------------------------------------------------- | ------------------------------------------------------------------------- | ------------------------------------------------------------------------- | ------------------------------------------------------------------------- | ------------------------------------------------------------------------- | ------------------------------------------------------------------------- | ------------------------------------------------------------------------- | ------------------------------------------------------------------------- |
| 15-11-2006                                                                | Coimbra                                                                   | Portogallo                                                                | 3 – 0                                                                     | Kazakistan                                                                | Qual. Euro 2008                                                           | -                                                                         | 76’                                                                       |
| 3-3-2010                                                                  | Coimbra                                                                   | Portogallo                                                                | 2 – 0                                                                     | Cina                                                                      | Amichevole                                                                | -                                                                         | 63’                                                                       |
| Totale                                                                    |                                                                           | Presenze                                                                  | 2                                                                         |                                                                           | Reti                                                                      | 0                                                                         |                                                                           |

## Palmarès
- Coppe del Portogallo: 2

Sporting Lisbona: 2006-2007, 2007-2008
- Supercoppe di Portogallo: 2

Sporting Lisbona: 2007, 2008
- Campionato croato: 2

Dinamo Zagabria: 2010-2011, 2011-2012
- Coppa di Croazia: 2

Dinamo Zagabria: 2010-2011, 2011-2012
- Supercoppa di Croazia: 1

Dinamo Zagabria: 2010-2011